# Disney's Princess Collection 2
Disney's Princess Collection 2: The Music of Hopes, Dreams and Happy Endings é o segundo álbum da franquia Disney Princesa e a continuação do álbum Disney's Princess Collection. Ele foi lançado em 9 de Junho de 1998. 

## Faixas
| Versão padrão |                                                        |                                                |                                   |         |  |
| N.º           | Título                                                 | Compositor(es)                                 | Filme                             | Duração |  |
| 1.            | "I Won't Say (I'm in Love)"                            | Alan Menken, David Zippel                      | Hércules                          | 2:19    |  |
| 2.            | "Can You Feel the Love Tonight"                        | Elton John, Tim Rice                           | O Rei Leão                        | 2:56    |  |
| 3.            | "Belle"                                                | Howard Ashman, Alan Menken                     | A Bela e a Fera                   | 5:07    |  |
| 4.            | "Out Of Thin Air"                                      |                                                | Aladdin e os 40 Ladrões           | 2:11    |  |
| 5.            | "There's Only One Ariel"                               |                                                | A Pequena Sereia                  | 2:46    |  |
| 6.            | "Love"                                                 | George Burns, Floyd Huddleston                 | Robin Hood                        | 1:46    |  |
| 7.            | "Reflection"                                           | Matthew Wilder, David Zippel                   | Mulan                             | 1:53    |  |
| 8.            | "Kiss The Girl"                                        | Howard Ashman, Alan Menken                     | A Pequena Sereia                  | 2:41    |  |
| 9.            | "Forget About Love"                                    | Michael Silversher, Patty Silversher           | O Retorno de Jafar                | 2:53    |  |
| 10.           | "If I Can't Love Her"                                  | Alan Menken, Tim Rice                          | A Bela e a Fera                   | 4:04    |  |
| 11.           | "Hail To The Princess Aurora/Sleeping Beauty (Medley)" | Robert Bernard Sherman, Richard Morton Sherman | Walt Disney's Enchanted Tiki Room | 2:43    |  |
| 12.           | "With a Smile and a Song"                              | Frank Churchill, Larry Morey                   | Branca de Neve e os Sete Anões    | 2:59    |  |